# Tekle Kidane
Tekle Kidane   (Asmara, 30 d'agost de 1939) és un exfutbolista eritreu de la dècada de 1960.
Va ser jugador de Gageret Football Team (1954 a 1955) i Telecommunication Football Team (1956 a 1970). Fou internacional amb la selecció de futbol d'Etiòpia.